# Dinosauři – rekordy a zajímavosti
Dinosauři – rekordy a zajímavosti je populárně naučná kniha, zabývající se zajímavostmi a kuriozitami světa druhohorních dinosaurů, jak již její samotný název napovídá. Autorem knihy je popularizátor paleontologie a spisovatel Vladimír Socha. Tvůrcem ilustrací je jeho dlouholetý spolupracovník, slovenský výtvarník Vladimír Rimbala. Kniha vyšla roku 2021.

## Obsah

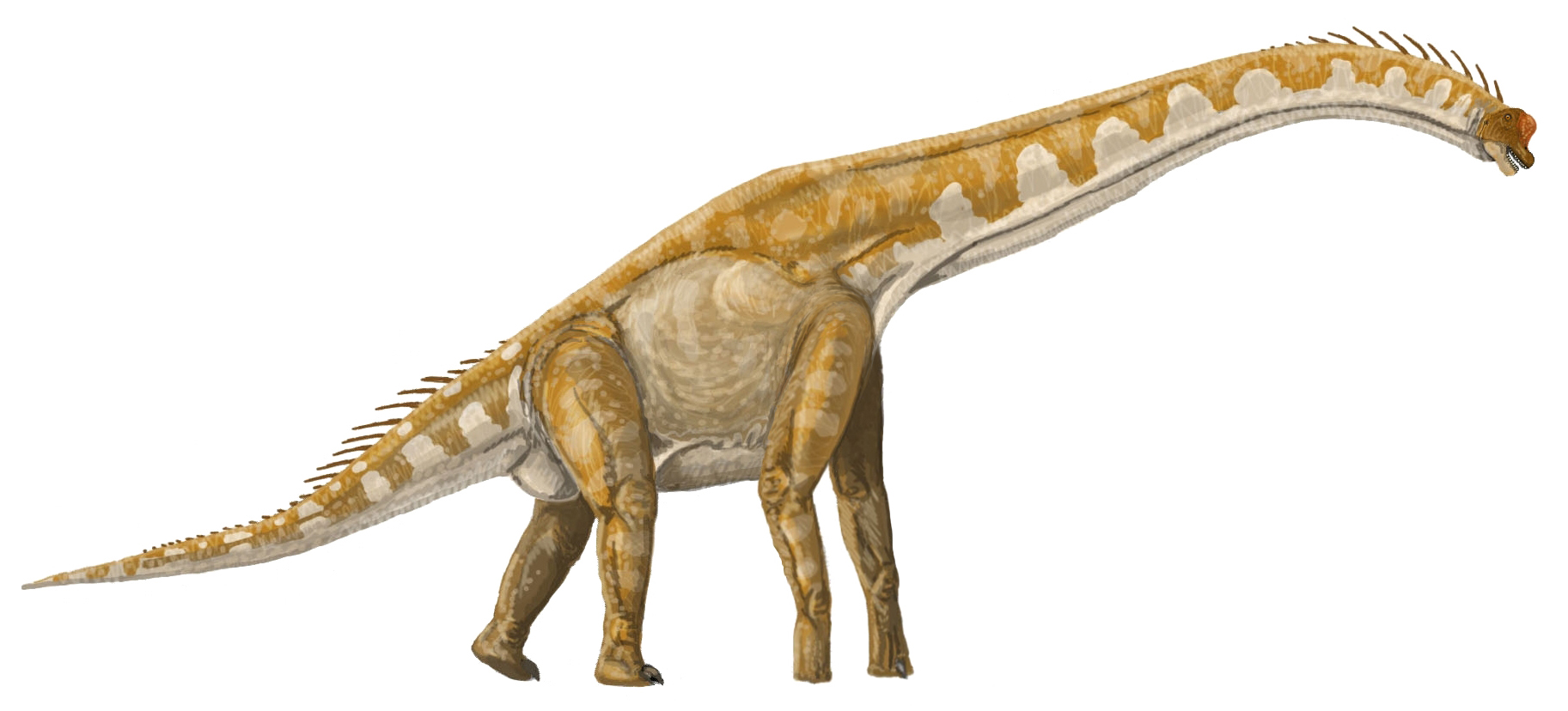
Giraffatitan – jeden z nejvyšších dinosaurů, který se objevuje také v knize.

Zaměření knihy je specifické, dala by se označit za jakousi „Guinnessovu knihu dinosaurů“. Pojednány jsou všechny hlavní rekordy dinosaurů, ať už se jedná o jejich velikost, hmotnost, rozměry jednotlivých částí těla, rychlost pohybu, ale například také cenu za fosilie prodané v aukci a mnoho dalších zajímavostí.
Na stránkách knihy se objevují obecně dobře známé druhy dinosaurů, jako je Tyrannosaurus rex (jeden z největších známých teropodů), Brachiosaurus altithorax (jeden z nejvyšších známých dinosaurů), Argentinosaurus huinculensis (nejmohutnější známý dinosaurus) nebo Triceratops horridus (obří rohatý dinosaurus), ale také méně známé druhy, například Borealopelta markmitchelli (skvěle dochovaný ankylosaur) nebo Anchiornis huxleyi (jeden z nejmenších opeřených dinosaurů).